# Igor Astarloa
Igor Astarloa Askasibar (Ermua, 29 maart 1976) is een voormalig Spaans wielrenner.

## Carrière
Astarloa werd beroepswielrenner in 1999 en reed voornamelijk in Italiaanse dienst. Astarloa was vooral bedreven in heuvelachtige wedstrijden, wat hij liet zien door in 2003 de Waalse Pijl te winnen en, tot veler verrassing, later dat jaar wereldkampioen op de weg te worden in het Canadese Hamilton.
Na zijn wereldtitel had Astarloa last van de 'vloek van de regenboogtrui' en won hij nog slechts kleinere wedstrijden. In 2005 ging hij bij het kleinere Team Barloworld rijden en een jaar later, in 2006, won Astarloa de Italiaanse semi-klassieker Milaan-Turijn. In 2007 en 2008 kwam Astarloa uit voor Team Milram, waar hij in mei 2008 ontslagen werd nadat er abnormale bloedwaarden werden geconstateerd.
Anno 2009 kwam Astarloa uit voor het Italiaanse Amica Chips-Knauf. In januari 2010 staakte Astarloa de zoektocht naar een nieuwe profploeg en zette daarmee een punt achter zijn professionele carrière.
Op 1 december 2010, bijna een jaar na zijn afscheid, werd Astarloa door de Spaanse bond alsnog voor twee jaar geschorst. De Spaanse renner kreeg die straf vanwege onregelmatigheden in zijn biologische paspoort. Ook moest hij een boete van 35.000 euro betalen.

## Belangrijkste overwinningen
2001
- Klasika Primavera

2002
- 2e etappe deel A Brixia Tour
- Eindklassement Brixia Tour

2003
- 3e etappe Ronde van Valencia
- Waalse Pijl
- Wereldkampioen op de weg, Elite

2004
- 1e etappe Brixia Tour

2005
- 2e etappe Ronde van Burgos

2006
- Milaan-Turijn

## Resultaten in voornaamste wedstrijden
| Jaar | Ronde van Italië | Ronde van Frankrijk | Ronde van Spanje |
| ---- | ---------------- | ------------------- | ---------------- |
| 2000 |                  |                     |                  |
| 2001 |                  |                     | opgave           |
| 2002 | 53e              |                     | 63e              |
| 2003 |                  |                     | opgave           |
| 2004 | 56e              |                     | opgave           |
| 2005 |                  |                     |                  |
| 2006 |                  |                     |                  |
| 2007 |                  |                     |                  |
| 2008 | opgave           |                     |                  |

| Jaar | Milaan-San Remo | Ronde van Vlaanderen | Amstel Gold Race | Luik-Bast.‑Luik | Ronde van Lombardije | Waalse Pijl | Clásica San Sebastián | Cyclassics Hamburg |  | WK op de weg |  | Wereldranglijsten |
| ---- | --------------- | -------------------- | ---------------- | --------------- | -------------------- | ----------- | --------------------- | ------------------ |  | ------------ |  | ----------------- |
| 2000 |                 |                      |                  |                 |                      |             | 92e                   |                    |  |              |  |                   |
| 2001 | 128e            |                      | 15e              | 11e             |                      | 32e         | 27e                   | 7e                 |  |              |  | 23e (UWB)         |
| 2002 | 162e            |                      | 14e              | 57e             | 23e                  | 13e         | ↑                     | ↑                  |  | 59e          |  |                   |
| 2003 | 37e             |                      | 10e              | 34e             |                      | ↑           | 11e                   | 4e                 |  | ↑            |  | 16e (UWB)         |
| 2004 | 6e              | 35e                  |                  |                 |                      |             | 12e                   | ↑                  |  | 64e          |  |                   |
| 2005 |                 |                      | 12e              |                 |                      |             | 11e                   | 45e                |  | 62e          |  |                   |
| 2006 | 11e             |                      | 27e              | 21e             |                      | 16e         |                       |                    |  |              |  |                   |
| 2007 | 72e             |                      |                  |                 |                      | 42e         |                       |                    |  |              |  |                   |
| 2008 |                 |                      | 48e              |                 |                      | 32e         |                       |                    |  |              |  |                   |